# Grand Prix Brazílie 2017
Grand Prix Brazílie 2017 (oficiálně Formula 1 Grande Prêmio Heineken do Brasil 2017) se jela na okruhu Interlagos ve městě nedaleko města São Paulo v Brazílii dne 12. listopadu 2017. Závod byl devatenáctým v pořadí v sezóně 2017 šampionátu Formule 1.

## Kvalifikace
| Poř.                        | No. | Jezdec            | Konstruktér               | Časy v kvalifikaci | Časy v kvalifikaci | Časy v kvalifikaci | Pořadí na startu |
| Poř.                        | No. | Jezdec            | Konstruktér               | Q1                 | Q2                 | Q3                 | Pořadí na startu |
| --------------------------- | --- | ----------------- | ------------------------- | ------------------ | ------------------ | ------------------ | ---------------- |
| 1                           | 77  | Valtteri Bottas   | Mercedes                  | 1:09.452           | 1:08.638           | 1:08.322           | 1                |
| 2                           | 5   | Sebastian Vettel  | Ferrari                   | 1:09.643           | 1:08.494           | 1:08.360           | 2                |
| 3                           | 7   | Kimi Räikkönen    | Ferrari                   | 1:09.405           | 1:09.116           | 1:08.538           | 3                |
| 4                           | 33  | Max Verstappen    | Red Bull Racing-TAG Heuer | 1:09.820           | 1:09.050           | 1:08.925           | 4                |
| 5                           | 3   | Daniel Ricciardo  | Red Bull Racing-TAG Heuer | 1:09.828           | 1:09.533           | 1:09.330           | 14               |
| 6                           | 11  | Sergio Pérez      | Force India-Mercedes      | 1:10.145           | 1:09.760           | 1:09.598           | 5                |
| 7                           | 14  | Fernando Alonso   | McLaren-Honda             | 1:10.172           | 1:09.593           | 1:09.617           | 6                |
| 8                           | 27  | Nico Hülkenberg   | Renault                   | 1:10.078           | 1:09.726           | 1:09.703           | 7                |
| 9                           | 55  | Carlos Sainz Jr.  | Renault                   | 1:10.227           | 1:09.768           | 1:09.805           | 8                |
| 10                          | 19  | Felipe Massa      | Williams-Mercedes         | 1:09.789           | 1:09.612           | 1:09.841           | 9                |
| 11                          | 31  | Esteban Ocon      | Force India-Mercedes      | 1:10.168           | 1:09.830           |                    | 10               |
| 12                          | 8   | Romain Grosjean   | Haas-Ferrari              | 1:10.148           | 1:09.879           |                    | 11               |
| 13                          | 2   | Stoffel Vandoorne | McLaren-Honda             | 1:10.286           | 1:10.116           |                    | 12               |
| 14                          | 20  | Kevin Magnussen   | Haas-Ferrari              | 1:10.521           | 1:10.154           |                    | 13               |
| 15                          | 28  | Brendon Hartley   | Toro Rosso                | 1:10.625           | Bez času           |                    | 18               |
| 16                          | 94  | Pascal Wehrlein   | Sauber-Ferrari            | 1:10.678           |                    |                    | 15               |
| 17                          | 10  | Pierre Gasly      | Toro Rosso                | 1:10.686           |                    |                    | 19               |
| 18                          | 18  | Lance Stroll      | Williams-Mercedes         | 1:10.776           |                    |                    | 16               |
| 19                          | 9   | Marcus Ericsson   | Sauber-Ferrari            | 1:10.875           |                    |                    | 17               |
| 107 % času vítěze: 1:14,263 |     |                   |                           |                    |                    |                    |                  |
| —                           | 44  | Lewis Hamilton    | Mercedes                  | Bez času           |                    |                    | PL               |
| Zdroj:                      |     |                   |                           |                    |                    |                    |                  |

Poznámky
1. ↑  Daniel Ricciardo obdržel trest posunu o 10 míst vzad kvůli překročení povoleného počtu komponent pohonných jednotek.
2. ↑  Brendon Hartley obdržel trest posunu o 10 míst vzad kvůli překročení povoleného počtu komponent pohonných jednotek.
3. ↑  Pierre Gasly obdržel trest posunu o 25 míst vzad kvůli překročení povoleného počtu komponent pohonných jednotek.
4. ↑  Lance Stroll obdržel trest posunu o 5 míst vzad kvůli neplánované výměně převodovky.
5. ↑  Marcus Ericsson obdržel trest posunu o 5 míst vzad kvůli neplánované výměně převodovky.
6. ↑  Lewis Hamilton nezaznamenal čas, kterým by se kvalifikoval ve 107 % času vítěze. Start mu byl povolen sportovními komisaři. Zároveň musel startovat z boxové uličky, protože na voze mu byla vyměněna převodovka a pohonná jednotka.

## Závod
| Poř.   | No. | Jezdec            | Konstruktér               | Počet kol | Čas/Odstoupení | Pořadí na startu | Body |
| ------ | --- | ----------------- | ------------------------- | --------- | -------------- | ---------------- | ---- |
| 1      | 5   | Sebastian Vettel  | Ferrari                   | 71        | 1:31:26.262    | 2                | 25   |
| 2      | 77  | Valtteri Bottas   | Mercedes                  | 71        | +2.762         | 1                | 18   |
| 3      | 7   | Kimi Räikkönen    | Ferrari                   | 71        | +4.600         | 3                | 15   |
| 4      | 44  | Lewis Hamilton    | Mercedes                  | 71        | +5.468         | PL               | 12   |
| 5      | 33  | Max Verstappen    | Red Bull Racing-TAG Heuer | 71        | +32.940        | 4                | 10   |
| 6      | 3   | Daniel Ricciardo  | Red Bull Racing-TAG Heuer | 71        | +48.691        | 14               | 8    |
| 7      | 19  | Felipe Massa      | Williams-Mercedes         | 71        | +1:08.882      | 9                | 6    |
| 8      | 14  | Fernando Alonso   | McLaren-Honda             | 71        | +1:09.363      | 6                | 4    |
| 9      | 11  | Sergio Pérez      | Force India-Mercedes      | 71        | +1:09.500      | 5                | 2    |
| 10     | 27  | Nico Hülkenberg   | Renault                   | 70        | +1 kolo        | 7                | 1    |
| 11     | 55  | Carlos Sainz Jr.  | Renault                   | 70        | +1 kolo        | 8                |      |
| 12     | 10  | Pierre Gasly      | Toro Rosso                | 70        | +1 kolo        | 19               |      |
| 13     | 9   | Marcus Ericsson   | Sauber-Ferrari            | 70        | +1 kolo        | 17               |      |
| 14     | 94  | Pascal Wehrlein   | Sauber-Ferrari            | 70        | +1 kolo        | 15               |      |
| 15     | 8   | Romain Grosjean   | Haas-Ferrari              | 69        | +2 kola        | 11               |      |
| 16     | 18  | Lance Stroll      | Williams-Mercedes         | 69        | +2 kola        | 16               |      |
| Ret    | 28  | Brendon Hartley   | Toro Rosso                | 40        | Motor          | 18               |      |
| Ret    | 31  | Esteban Ocon      | Force India-Mercedes      | 0         | Kolize         | 10               |      |
| Ret    | 2   | Stoffel Vandoorne | McLaren-Honda             | 0         | Kolize         | 12               |      |
| Ret    | 20  | Kevin Magnussen   | Haas-Ferrari              | 0         | Kolize         | 13               |      |
| Zdroj: |     |                   |                           |           |                |                  |      |

## Průběžné pořadí po závodě
- Tučně jsou vyznačeni jezdci a týmy se šancí získat titul v Poháru jezdců nebo konstruktérů.

Pohár jezdců
|  | Pořadí | Jezdec           | Body |
|  | ------ | ---------------- | ---- |
|  | 1      | Lewis Hamilton   | 345  |
|  | 2      | Sebastian Vettel | 302  |
|  | 3      | Valtteri Bottas  | 280  |
|  | 4      | Daniel Ricciardo | 200  |
|  | 5      | Kimi Räikkönen   | 193  |

Pohár konstruktérů
|  | Pořadí | Konstruktér               | Body |
|  | ------ | ------------------------- | ---- |
|  | 1      | Mercedes                  | 625  |
|  | 2      | Ferrari                   | 495  |
|  | 3      | Red Bull Racing-TAG Heuer | 358  |
|  | 4      | Force India-Mercedes      | 177  |
|  | 5      | Williams-Mercedes         | 82   |